# Svetonedeljski Breg
 Svetonedeljski Breg  falu Horvátországban Zágráb megyében. Közigazgatásilag Sveta Nedeljához tartozik.

## Fekvése
Zágráb központjától 21 km-re nyugatra, községközpontjától 1 km-re délnyugatra a Szamobori-hegység egyik keleti nyúlványának lejtőin fekszik.

## Története
A településnek 1857-ben 121, 1910-ben 181 lakosa volt. Trianon előtt Zágráb vármegye Szamobori járásához tartozott. 2011-ben a falunak 177 lakosa volt.

## Lakosság
| Lakosság változása | Lakosság változása | Lakosság változása | Lakosság változása | Lakosság változása | Lakosság változása | Lakosság változása | Lakosság változása | Lakosság változása | Lakosság változása | Lakosság változása | Lakosság változása | Lakosság változása | Lakosság változása | Lakosság változása | Lakosság változása |
| ------------------ | ------------------ | ------------------ | ------------------ | ------------------ | ------------------ | ------------------ | ------------------ | ------------------ | ------------------ | ------------------ | ------------------ | ------------------ | ------------------ | ------------------ | ------------------ |
| 1857               | 1869               | 1880               | 1890               | 1900               | 1910               | 1921               | 1931               | 1948               | 1953               | 1961               | 1971               | 1981               | 1991               | 2001               | 2011               |
| 121                | 139                | 182                | 104                | 97                 | 181                | 135                | 183                | 211                | 209                | 193                | 179                | 142                | 153                | 154                | 177                |

## Nevezetességei
Területén kerültek elő azok a Dragutin Gorjanović-Kramberger és mások által talált megkövesedett halak, kagylók és növények maradványai, melyeknek egy része a Horvát Természettudományi Múzeumban és a Szamobori Városi Múzeumban található.

## Külső hivatkozások
- Sveta Nedelja weboldala
- Sveta Nedelja turisztikai egyesületének honlapja